# Assani Lukimya
Assani Lukimya-Mulongoti (Uvira, República Democrática del Congo, 25 de enero de 1986) es futbolista congoleño que juega como defensa en el MSV Düsseldorf de la Landesliga Niederrhein.

## Clubes
| Club                   | País     | Año       |
| ---------------------- | -------- | --------- |
| Hertha Berlín II       | Alemania | 2005-2007 |
| F. C. Hansa Rostock II | Alemania | 2007-2008 |
| F. C. Hansa Rostock    | Alemania | 2008-2009 |
| F. C. Carl Zeiss Jena  | Alemania | 2009-2010 |
| Fortuna Düsseldorf     | Alemania | 2010-2012 |
| Werder Bremen          | Alemania | 2012-2016 |
| Liaoning Whowin        | China    | 2016-2018 |
| K. F. C. Uerdingen 05  | Alemania | 2019-2021 |
| MSV Düsseldorf         | Alemania | 2022-     |